# Arytrura subfalcata
Arytrura subfalcata là một loài bướm đêm trong họ Noctuidae.